# Adriano Fieschi
Adriano Fieschi (ur. 7 marca 1788 w Genui, zm. 6 lutego 1858 w Rzymie) – włoski kardynał.

## Życiorys
Urodził się 7 marca 1788 roku w Genui. Studiował na Papieskiej Akademii Kościelnej, a w 1833 roku został prefektem Domu Papieskiego. 23 czerwca 1834 roku został kreowany kardynałem in pectore. Jego nominacja na kardynała diakona została ogłoszona na konsystorzu 13 września 1838 roku i nadano mu diakonię Santa Maria in Portico (Campitelli). W 1836 roku został prefektem Pałacu Apostolskiego. 19 grudnia 1853 roku został podniesiony do rangi kardynała prezbitera i otrzymał kościół tytularny Santa Maria della Vittoria. Zmarł 6 lutego 1858 roku w Rzymie.